# Тылой
Тылой — река в России, протекает по Якшур-Бодьинскому и Игринскому районам Удмуртии. Устье реки находится в 21 км по левому берегу реки Нязь. Длина реки составляет 15 км.

## Течение
Исток реки находится западнее деревни Альман в 10 км к северо-западу от центра села Якшур-Бодья. Верхнее течение проходит по Якшур-Бодьинскому району, среднее нижнее по Игринскому. Генеральное направление течения — северо-восток. Тылой протекает в среднем течении деревню Загребино, в деревне на реке плотина и запруда. Впадает в Нязь у деревни Верх-Нязь.

## Данные водного реестра
По данным государственного водного реестра России относится к Камскому бассейновому округу, водохозяйственный участок реки — Чепца от истока до устья, речной подбассейн реки Вятка. Речной бассейн реки — Кама.
Код объекта в государственном водном реестре — 10010300112111100032653.